# Arisa Trew
Arisa Trew (Cairns, 12 maggio 2010) è una skater australiana.
Ha vinto la medaglia d'oro alle olimpiadi 2024 all'età di soli 14 anni, diventando la più giovane campionessa olimpica australiana di sempre. È la prima skater donna ad aver ottenuto un 720 in una gara e un 900 

## Palmarès
- Giochi olimpici

Parigi 2024:  Oro nello Skateboard